# کامرس (جورجیا)
کامرس، جورجیا (به انگلیسی: Commerce, Georgia) یک شهر در ایالات متحده آمریکا با جمعیت ۶٬۵۴۴ نفر است که در جورجیا واقع شده‌است.

## موقعیت جغرافیایی
موقعیت جغرافیایی شهرها و مناطق اطراف به شرح زیر است: